# Alfredo Montoya Melgar
Alfredo Montoya Melgar   (Madrid, 25 de setembre de 1937 - 28 de març de 2025) va ser un jurista i professor universitari espanyol, catedràtic emèrit de Dret del Treball i de la Seguretat Social i, des de 2017, magistrat del Tribunal Constitucional d'Espanya.

## Biografia
Nascut a Madrid el 1937, va obtenir la llicenciatura en Dret per la Universitat de Sevilla l'any 1960 i a la mateixa universitat es va doctorar, amb premi extraordinari, el 1962 on va defensar la tesi El poder de direcció de l'empresari. Va ser catedràtic emèrit de Dret del Treball i de la Seguretat Social de la Universitat Complutense de Madrid, on exercí com a professor i on fou el director del Departament de Dret del Treball i de la Seguretat Social (1989-2007). Amb anterioritat fou catedràtic de Dret del Treball a la Universitat de Múrcia, on fou degà de la Facultat de Dret entre 1975 i 1978.
També va ser conseller del Consell Econòmic i Social d'Espanya i president de la Comissió de Relacions Laborals, Ocupació i Seguretat Social d'aquest organisme. Autor de més de 450 publicacions, entre elles destaca Dret del Treball. Va ser organitzadors i ponent de congressos internacionals i nacionals, seminaris i jornades de la seva especialitzat.
L'any 2017 va ser nomenat magistrat del Tribunal Constitucional d'Espanya a proposta del Senat. Va prendre possessió del càrrec el 14 de març de 2017.